# Aggro Ansage Nr. 5
Aggro Ansage Nr. 5 ist der fünfte Sampler des Independent-Labels Aggro Berlin. Es erschien am 2. Dezember 2005 über das Berliner Label. Auf der Aggro Ansage Nr. 5 stehen die Ende 2005 bei Aggro Berlin unter Vertrag stehenden Rapper Sido, B-Tight, Fler, Tony D und G-Hot im Mittelpunkt. Der Sampler konnte in die Top 10 der deutschen Album-Charts einsteigen und wurde mit einer Goldenen Schallplatte ausgezeichnet.

## Entstehung
Aggro Ansage Nr. 5 ist der fünfte Sampler des Labels Aggro Berlin. Nach der Veröffentlichung der ersten beiden Ansagen der Künstler des Labels Aggro Berlin im Jahr 2002, erschien im Folgenden jährlich ein Sampler des Berliner Labels. In einem Interview äußerte sich Specter, der Chef des Labels, zu der Zukunft der Reihe.

„Wir waren schon immer angezeckt von Serien, schon alleine vom sammelwirtschaftlichen Faktor her. Mittlerweile aber empfinde ich die ‚Ansage‘ fast schon als Last, das ist eine Art Verpflichtung geworden, gegenüber den Fans und gegenüber der Firma. Es kann also sein, dass diese ‚Ansage‘ die letzte ist, wenn eine sechste im nächsten Jahr keinen Sinn mehr macht. Aber diesmal war die ‚Ansage‘ noch sehr wichtig.“

## Konzept und Reaktionen
Nachdem im Jahr 2004 bereits Aggro Ansage Nr. 3 und im Jahr 2005 Aggro Ansage Nr. 2, Maske und Aggro Ansage Nr. 4 indiziert worden waren, sollte der fünfte Teil ein Zeichen gegen die politische Willkür, die aus der Sicht des Labels der Arbeit der Künstler entgegengebracht wird, setzen. So greift beispielsweise Fler in dem Lied Identität Politiker und die Medien an und rechtfertigt das Konzept des häufig kritisierten Albums Neue Deutsche Welle. Des Weiteren sind auf Aggro Ansage Nr. 5 mit Rappern wie Frauenarzt oder MC Bogy Mitglieder der Gruppe Berlin Crime, deren Tonträger ebenfalls häufig indiziert worden sind, vertreten.

„Es ist […] so, dass man uns wirtschaftlich […] schaden will. Man versucht uns formell zu verbieten. Aber weil wir hier in Deutschland sind und man nicht einfach jemanden verbieten kann, fängt man an, mit politischen Mitteln gegen uns zu arbeiten. Wenn du einen Tonträger nach dem anderen aus dem Backkatalog eines Independent-Labels streichst, dann willst du das Label tot machen – da kann mir keiner was anderes erzählen. […] Das Bizarre ist, dass man irgendwelchen Rechten, die ja ausschließlich ihr Gedankengut verbreiten wollen, auf diese Weise nie kriegt. Aber wir sind ja immer noch Musiker. Wir haben ganz andere Ziele. Und nur weil wir brav Gema bezahlen, sind wir angreifbar.“

Aggro Ansage Nr. 5 wurde wenige Monate nach Erscheinung von der Bundesprüfstelle für jugendgefährdende Medien indiziert. Seit dem 31. Mai 2006 darf der Tonträger nicht mehr beworben oder an Personen, die unter 18 Jahre alt sind, verkauft werden. Der Grund für die Indizierung sind die Texte der Musikstücke Schlampe und Benzin. Die Gremien der BPjM kritisierten die Texte aufgrund der vermittelten Frauenfeindlichkeit, Gewalt und der Verbindung von Sexualität und Gewalt und trugen Aggro Ansage Nr. 5 in Teil A der Liste der jugendgefährdenden Medien ein. Im Jahr 2007 folgten mit der Indizierung von Der Neue Standard und F.L.E.R. 90210 weitere Tonträger des Berliner Labels.

## Versionen
Aggro Ansage Nr. 5 erschien in einer Standard und einer Premium Edition. Die Premium Edition besteht dabei aus zwei Compact Discs. Diese sind in einem Pappschuber verpackt. Neben elf Liedern, die auf der zweiten Disk der Premium Edition zu hören sind, befinden sich auf dieser auch die Videoclips zu den Liedern Aggro Berlin Zeit und Gib mir die Flasche, welches auf dem Album Dein Lieblings Album erschienen ist, sowie die Demoversion des PC-Spiels Fastlane Carnage.
Nachdem Aggro Ansage Nr. 5 indiziert worden war, veröffentlichte Aggro Berlin am 14. Juli 2006 Aggro Ansage N. 5X. Diese Neuauflage erschien erneut in einer Standard- und einer Premium-Edition. Die Standard-Version besteht dabei aus 25 Stücken. Die indizierten Lieder Benzin und Schlampe wurden von der Titelliste entfernt und durch das Musikstück Mein Sieg, welches von B-Tight und Tony D vorgetragen wird, ersetzt. Bei der Premium-Edition blieb die zweite CD unverändert, wohingegen auf der ersten CD die gleichen Änderungen vorgenommen wurden wie bei der Standardversion.

## Titelliste

### Standard Edition
| Standard Edition |
| --- |

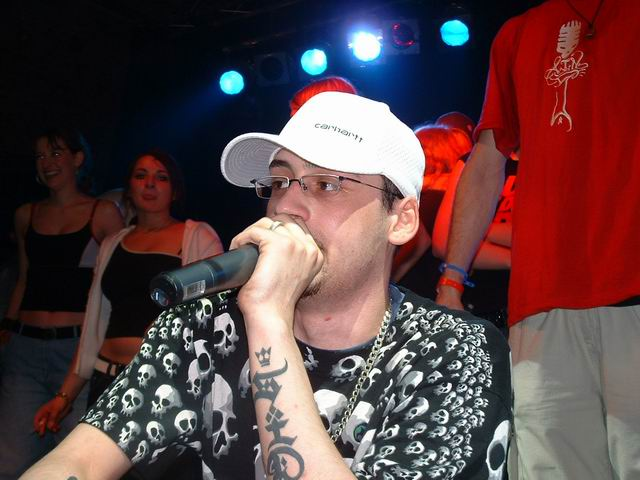
Rapper Sido im Jahr 2003

| 1. Aggro Anklage Intro – 1:21 2. B-Tight, Tony D & G-Hot – Aggro Berlin Zeit – 4:45 3. Gegenschlag (Skit) – 1:44 4. B-Tight, Fler, Tony D & Sido feat. Frauenarzt – Anklage Nr. 5 – 4:52 5. Fler – Identität – 4:08 6. B-Tight, Tony D & G-Hot – Gesetzlos – 4:18 7. Tonys Block (Skit) – 1:40 8. Tony D feat. Frauenarzt – Blockrandale – 2:33 9. Fadi gegen Bush (Skit) – 0:15 10. Sido & G-Hot – Wahlkampf – 3:53 11. G-Hot – Aggro Star – 3:05 12. Musikgeschäft (Skit) – 0:09 13. A.I.D.S. – Keine Angst – 3:39 14. Fadi auf den Straßen (Skit) – 0:36 15. B-Tight feat. MC Bogy – Ghettoleute – 4:01 16. Fler feat. Bass Sultan Hengzt – Schlampe – 3:49 17. Atze und Matze (Skit) – 0:21 18. B-Tight, Tony D & G-Hot – Benzin – 3:39 19. Die Sekte – Das ist Krieg – 4:25 20. Streitaxt (Skit) – 0:16 21. Tony D – Tony Damager – 3:14 22. Alpa Gun – Alpa Für Westberlin – 3:42 23. Fadis Traumstadt (Skit) – 0:27 24. B-Tight & Fler feat. Harris – Wir Pimpen – 4:28 25. Sido feat. Shizoe – Ein Schritt voraus – 4:04 26. Fadi mit Papier oder ohne (Skit) – 0:25 |

### Premium Edition
| CD 1 | CD 2 |
| --- | --- |

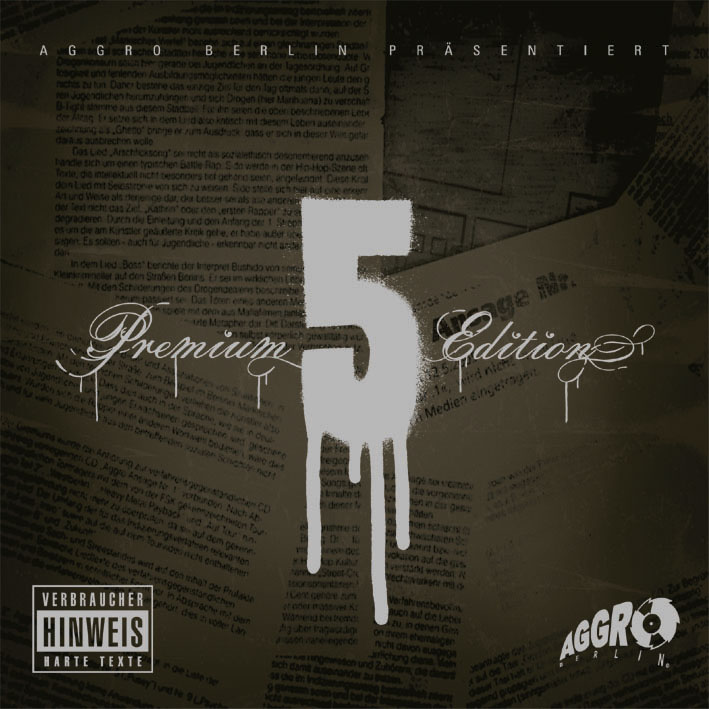
Cover des Pappschubers der Premium Edition

| 1. AGGRO Anklage Intro – 1:20 2. B-Tight, Tony D & G-Hot – AGGRO Berlin Zeit – 4:45 3. Gegenschlag (Skit) – 1:44 4. B-Tight, Fler, Tony D & Sido feat. Frauenarzt – Anklage Nr. 5 – 4:52 5. B-Tight, Tony D & G-Hot – Gesetzlos – 4:18 6. Fler – Bad Boy – 3:23 7. Fadi Schmeisst Steine (Skit) – 0:22 8. B-Tight & Tony D – Du Hu – 3:45 9. Fadi gegen Bush (Skit) – 0:15 10. Sido & G-Hot – Wahlkampf – 3:53 11. G-Hot – AGGRO Star – 3:05 12. Musikgeschäft (Skit) – 0:09 13. A.I.D.S. – Keine Angst – 3:39 14. Fadi auf den Strassen (Skit) – 0:36 15. B-Tight feat. MC Bogy – Ghettoleute – 4:01 16. Fler feat. Bass Sultan Hengzt – Schlampe – 3:49 17. Atze und Matze (Skit) – 0:21 18. B-Tight, Tony D & G-Hot – Benzin – 3:39 19. Die Sekte – Das ist Krieg – 4:25 20. Streitaxt (Skit) – 0:16 21. Tony D – Tony Damager – 3:14 22. Alpa Gun – Alpa für Westberlin – 3:42 23. Fadis Traumstadt (Skit) – 0:27 24. B-Tight & Fler feat. Harris – Wir Pimpen – 4:28 25. Sido feat. Shizoe – Ein Schritt voraus – 4:04 26. Fadi mit Papier oder ohne (Skit) – 0:25 | 1. Atze und Matze Intro – 0:19 2. B-Tight, Tony D, G-Hot, Fler, Sido & Alpa Gun – A.G.G.R.O Teil 5 – 4:23 3. Fler – Identität – 4:08 4. Tonys Block (Skit) – 1:40 5. Tony D feat. Frauenarzt – Blockrandale – 2:33 6. Fler & G-Hot – OK OK – 3:38 7. B-Tight & Tony D – Geh Ab – 3:28 8. B-Tight – Kein zurück – 3:10 9. Deine Lieblingsrapper – Oreno Eisono Rapper – 2:44 10. Fler – Böser Blick – 3:45 11. B-Tight & G-Hot feat. MC Bogy – Weil alles Gold geht – 4:25 |

## Gastbeiträge

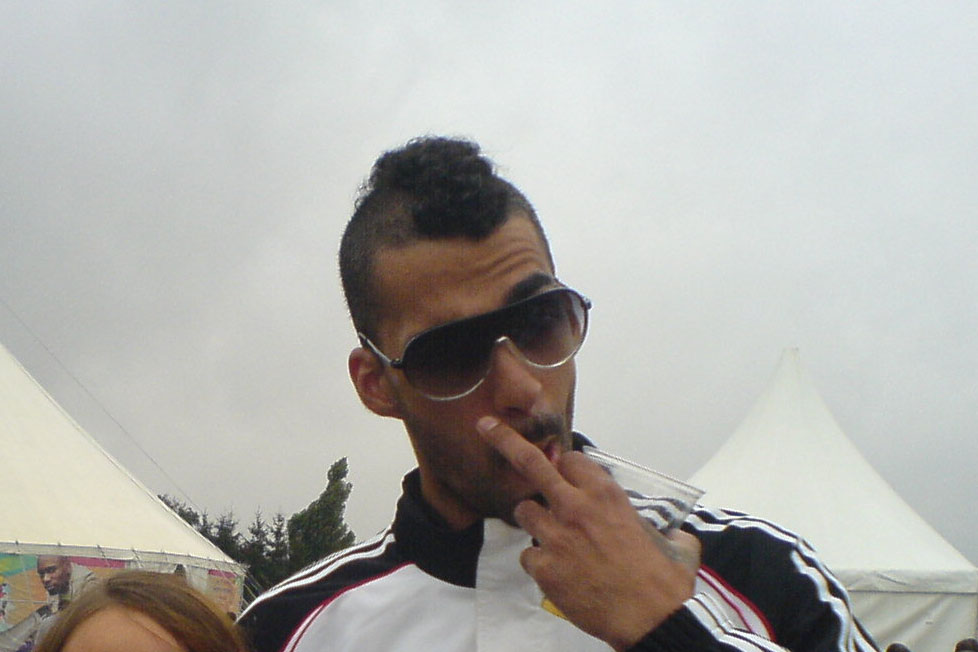
Deine Lieblingsrapper-Mitglied Harris

Aggro Ansage Nr. 5 enthält einige Gastbeiträge von Berliner Rappern. Wie oben erwähnt sind die Berlin Crime-Mitglieder Frauenarzt und MC Bogy an einigen Liedern beteiligt. Diese waren erstmals auf dem Mixtape Heiße Ware von B-Tight und Tony D auf einem Tonträger von Aggro Berlin vertreten. Nach der Veröffentlichung der Aggro Ansage Nr. 5 arbeiteten die Künstler von Aggro Berlin regelmäßig mit Rappern aus dem Berliner Umfeld zusammen. Frauenarzt ist sowohl auf der Standard-, als auch auf der Premium-Edition auf zwei Stücken zu hören. Diese sind Anklage Nr. 5 und Blockrandale. MC Bogy ist auf den Liedern Ghettoleute und Weil alles Gold geht, welches nur auf der Premium-Edition vertreten ist, mit Gastbeiträgen zu hören. Des Weiteren ist das Berlins-Most-Wanted-Mitglied Bass Sultan Hengzt auf dem Musikstück Schlampe vertreten. Außerdem ist Rapper Harris auf einem Lied der Standard-Edition zu hören. Auf der Premium-Edition tritt Harris mit Sido als Deine Lieblings Rapper auf.

## Produktion
Als Hauptproduzent der Aggro Ansage Nr. 5 fungierte Tai Jason. Dieser produzierte die Titel Aggro Star, Anklage Nr. 5, Keine Angst, Du Hu, Ghettoleute, Aggro Berlin Zeit, Benzin, Weil alles Gold geht, Das ist Krieg, Tony Damager, Geh ab, Gesetzlos und Blockrandale. DJ Pete dagegen steuerte nur einen Beat, welcher dem Lied Wir pimpen zuzuordnen ist, bei. Das Stück Oreno Eisono Rapper wurde von Don Tone produziert, welcher auf dem ein paar Monate vorher erschienenen Album Dein Lieblingsalbum bereits mehrere Lieder produziert hatte. Außerdem steuerte B-Tight unter dem Pseudonym Beatight den Beat zu dem Stück Kein zurück bei. DJ Desue, welcher vor allem durch Produktionen für Fler in Erscheinung trat, produzierte die Titel Bad Boy, Schlampe, Aggro Anklage Intro und OK OK. Die Beathoavenz, welche schon seit mehreren Jahren für Aggro Berlin produzieren, sorgten für die musikalische Untermalung der Titel Identität und Böser Blick 2005. Außerdem wurden die Lieder A.G.G.R.O. Teil 5, Ein Schritt voraus, Alpa für Westberlin und Wahlkampf von Paul NZA produziert.

## Vermarktung
Das erste Video wurde zu dem Lied Aggro Berlin Zeit der Rapper Tony D, B-Tight und G-Hot gedreht. In diesem treten neben den Künstlern des Labels Aggro Berlin auch die Hip-Hop-Musiker Massiv, Frauenarzt, Tai Jason, Smoky, DJ Desue und Harris auf. Der Videoclip wurde auf den Musiksendern MTV und Viva in einer entschärften Version gezeigt. In der MTV-Sendung Total Request Live konnte der Clip Platz 1 der TRL Most Wanted erreichen. Das zweite Video wurde zu dem Stück Wahlkampf der Rapper Sido und G-Hot gedreht. Der Clip ist schwarz-weiß gestaltet. Wahlkampf ist die einzige Singleauskoppelung aus Aggro Ansage Nr. 5. Die Single erschien am 24. Februar 2006 und beinhaltet neben vier Versionen des Stücks Wahlkampf, auch das Lied Kopf Hoch und zwei Versionen des Stücks Aggro Berlin Zeit.

## Rezeption

### Erfolg
Aggro Ansage Nr. 5 stieg in der 51. Kalenderwoche des Jahres 2005 auf Platz 9 der deutschen Albumcharts ein. In den folgenden Wochen fiel der Sampler auf die Plätze 24 und 31 ab. Ab der zweiten Kalenderwoche des Jahres 2006 stieg der Tonträger auf Platz 17 und anschließend auf Platz 16 in der Liste der 100 meistverkauften Alben der Woche. Insgesamt belegte Aggro Ansage Nr. 5 fünfzehn Wochen lang Positionen in den deutschen Albumcharts. Der Sampler stieg mit der Position 98 nach der 13. Kalenderwoche des Jahres 2006 aus der deutschen Hitparade aus.
Von der Aggro Ansage Nr. 5 wurden drei Wochen nach der Veröffentlichung bereits 100.000 Einheiten verkauft. Damit konnte Aggro Berlin nach der Aggro Ansage Nr. 4, bereits mit dem zweiten Sampler Goldstatus erreichen.
In Österreich stieg der fünfte Teil der Sampler-Reihe auf Platz 27 der Albumcharts ein. Das Album fiel anschließend auf die Positionen 38 und 46 ab und stieg im Folgenden wieder auf Platz 38. Insgesamt belegte Aggro Ansage Nr. 5 acht Wochen lang Positionen in der österreichischen Hitparade.

### Kritik

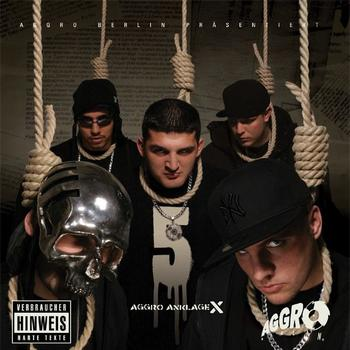
Cover der X-Version

Die Kritiken zu Aggro Ansage Nr. 5 fielen durchwachsen aus. So vergab die Internetseite Laut.de dem Album zwei von möglichen fünf Bewertungspunkten. In der Begründung wird die „gewohnt überzeugende musikalische Untermalung“ als positiv hervorgehoben. Kritisch hingegen sieht Philipp Gässlein, der in der Rezension als Autor fungiert, zahlreiche vorgetragene Texte. Als negative Beispiele greift Gässlein die Lieder Du Hu(rensohn) und Aggro Star, die er als „unsagbar dämlich“ bezeichnet, auf.

„Zumindest bei G-Hot beweisen die Labelbosse ein glückliches Händchen. Von Style und Reimschema Frank White sehr ähnlich, übertrumpft er ihn in technischer und besonders inhaltlicher Sicht schon weit. Eigentlich kann man Aggro kaum böse sein. Mit Sido und G-Hot haben sie zwei Rapper am Start, die auch nach herkömmlichen Gesichtspunkten durchaus was reißen können. B-Tight blüht immer dann auf, wenn er sich nicht von dem unsäglichen Tony D. runterziehen lässt. Besonders auf ‚Ghettoleute‘ macht Bobby Dick mit Featuregast MC Bogy eine gute Figur. Aber finanziell funktioniert das Konzept nun mal. Und dass die heutige Rapszene Fame und kommerziellen Erfolg gleichsetzt, ist nun wirklich nicht das Problem des Berliner Labels.“

Das Hip-Hop-Magazin Juice bewertete die Aggro Ansage Nr. 5 mit 4,5 von 6 möglichen „Kronen“ positiv. In der Begründung wird unter anderem hervorgehoben, dass das Berliner Label mit dem Sampler ein Zeichen gegen Politik und Medien gesetzt hat:

„Diese fünfte – und beste – ‚Ansage‘ [funktioniert] in ihrer Gesamtheit: Das konstant hohe Niveau der Produktionen […], das Zusammenspiel der fünf Charaktere in den unterschiedlichsten Konstellationen, die Berlin-Skits, das Cover-Artwork, die durchaus symbolträchtige Hinzunahme der Kollegen von BC, die Geballtheit der Aussage: ‚Es wird Zeit, dass wir uns wehren, Zeit für einen Gegenschlag.‘ Natürlich werden wieder beträchtliche Teile der Rapnation aufheulen, wenn Spaiche auf besagten Skit sagt: ‚Das Volk steht hinter uns.‘ Die, die sagen, dass Sido nicht rappen könne, B-Tight noch weniger und Tony D schon überhaupt gar nicht. Doch werden auch sie im stillen Kämmerlein zugeben müssen, dass Aggro Berlin mit der Ansage Nr. 5 ein mächtiges Zeichen gegen die Verlogenheit der Medienlandschaft, gegen Zensur und politische Willkür gesetzt haben.“